# Liga dos Campeões da UEFA de 2013–14 – Fase de Grupos
A Fase de Grupos da Liga dos Campeões da UEFA de 2013–14 foi disputada entre 17 de setembro e 11 de dezembro de 2013.

## Sorteio
As equipes apuradas para a fase de grupos foram divididas em 4 potes, de acordo com os seus coeficientes na UEFA (exceto o detentor do título, Bayern de Munique, que é automaticamente inserido no Pote 1) e formaram oito grupos de quatro equipes com jogos de ida e volta, onde se classificam os dois primeiros colocados de cada grupo para as oitavas-de-final. Os oito terceiros colocados classificam-se para fase de 16-avos-de-final da Liga Europa 2013–14. 

## Critérios de desempate
Se duas ou mais equipes terminarem iguais em pontos no final dos jogos do grupo, os seguintes critérios serão aplicados para determinar o ranking (em ordem decrescente):
1. maior número de pontos obtidos nos jogos entre as equipes em questão;
2. saldo de gols superior dos jogos disputados entre as equipes em questão;
3. maior número de gols marcados nos jogos disputados entre as equipes em questão;
4. maior número de gols marcados fora de casa nos jogos disputados entre as equipes em questão;
5. se, após a aplicação dos critérios de 1) a 4) para várias equipes, duas equipes ainda têm um ranking igual, os critérios de 1) a 4) serão reaplicados para determinar o ranking destas equipes;
6. saldo de gols de todos os jogos disputados no grupo;
7. maior número de gols marcados em todos os jogos disputados no grupo;
8. maior número de pontos acumulados pelo clube em questão, bem como a sua associação, ao longo das últimas cinco temporadas.

## Cerimônia de sorteio
A cerimônia de sorteio desta fase ocorreu em 29 de agosto de 2013 no Grimaldi Forum em Mónaco. Apresentado por Pedro Pinto e Melanie Winiger, contou com a presença de Billy McNeill, que trouxe o troféu da competição. Também participaram do sorteio Johan Cruijff, Michael Owen, Paulo Sousa e Luís Figo, este, embaixador da partida final em Lisboa, que foram conduzidos por Giorgio Marchetti e Gianni Infantino, respectivamente, diretor de competições e secretário-geral da UEFA.
| Pote 1 | Pote 2 | Pote 3 | Pote 4 |
| --- | --- | --- | --- |
| - Bayern de Munique (Detentor do título) - Arsenal (*) - Barcelona - Benfica - Chelsea - Manchester United - Porto - Real Madrid | - Atlético de Madrid - CSKA Moscou - Juventus - Milan (*) - Olympique de Marseille - Paris Saint-Germain - Schalke 04 (*) - Shakhtar Donetsk | - Ajax - Basel (*) - Bayer Leverkusen - Borussia Dortmund - Galatasaray - Manchester City - Olympiakos - Zenit (*) | - Celtic (*) - Copenhague - Real Sociedad (*) - Napoli - Anderlecht - Steaua Bucareste (*) - Viktoria Plzeň (*) - Austria Viena (*) |

(*) Clubes Classificados nos play-off
O horários das partidas são pelo UTC+1.

## Grupos

### Grupo A
| Pos | Equipe            | Pts | J | V | E | D | GP | GC | SG |                                  |  | MU  | LEV | SHA | RSO |
| --- | ----------------- | --- | - | - | - | - | -- | -- | -- | -------------------------------- |  | --- | --- | --- | --- |
| 1   | Manchester United | 14  | 6 | 4 | 2 | 0 | 12 | 3  | +9 | Classificado às oitavas de final |  | —   | 4–2 | 1–0 | 1–0 |
| 2   | Bayer Leverkusen  | 10  | 6 | 3 | 1 | 2 | 9  | 10 | −1 | Classificado às oitavas de final |  | 0–5 | —   | 4–0 | 2–1 |
| 3   | Shakhtar Donetsk  | 8   | 6 | 2 | 2 | 2 | 7  | 6  | +1 | Transferido para Liga Europa     |  | 1–1 | 0–0 | —   | 4–0 |
| 4   | Real Sociedad     | 1   | 6 | 0 | 1 | 5 | 1  | 10 | −9 | Eliminado                        |  | 0–0 | 0–1 | 0–2 | —   |

| 17 de setembro de 2013 | Manchester United                               | 4 – 2     | Bayer Leverkusen        | Old Trafford, Manchester                   |
| 20:45                  | Rooney 22', 70' · van Persie 59' · Valencia 79' | Relatório | Rolfes 54' · Toprak 88' | Público: 75 811 Árbitro: SVN Damir Skomina |

| 17 de setembro de 2013 | Real Sociedad | 0 – 2     | Shakhtar Donetsk       | Estádio Anoeta, Donostia-San Sebastián      |
| 20:45                  |               | Relatório | Alex Teixeira 65', 87' | Público: 27 902 Árbitro: ROU Ovidiu Haţegan |

| 2 de outubro de 2013 | Shakhtar Donetsk | 1 – 1     | Manchester United | Donbas Arena, Donetsk                       |
| 20:45                | Taison 76'       | Relatório | Welbeck 18'       | Público: 51 555 Árbitro: CZE Pavel Královec |

| 2 de outubro de 2013 | Bayer Leverkusen             | 2 – 1     | Real Sociedad | BayArena, Leverkusen                        |
| 20:45                | Rolfes 45+1' · Hegeler 90+2' | Relatório | Vela 51'      | Público: 27 462 Árbitro: RUS Sergei Karasev |

| 23 de outubro de 2013 | Bayer Leverkusen                               | 4 – 0     | Shakhtar Donetsk | BayArena, Leverkusen                         |
| 20:45                 | Kießling 22', 72' · Rolfes 50' (pen) · Sam 57' | Relatório |                  | Público: 25 184 Árbitro: FRA Stéphane Lannoy |

| 23 de outubro de 2013 | Manchester United | 1 – 0     | Real Sociedad | Old Trafford, Manchester                 |
| 20:45                 | Martínez 2'       | Relatório |               | Público: 74 654 Árbitro: NED Bas Nijhuis |

| 5 de novembro de 2013 | Shakhtar Donetsk | 0 – 0     | Bayer Leverkusen | Donbas Arena, Donetsk                       |
| 20:45                 |                  | Relatório |                  | Público: 50 115 Árbitro: SCO William Collum |

| 5 de novembro de 2013 | Real Sociedad | 0 – 0     | Manchester United | Estádio Anoeta, Donostia-San Sebastián      |
| 20:45                 |               | Relatório |                   | Público: 30 998 Árbitro: ITA Nicola Rizzoli |

| 27 de novembro de 2013 | Bayer Leverkusen | 0 – 5     | Manchester United                                               | BayArena, Leverkusen                           |
| 20:45                  |                  | Relatório | Valencia 22' · Spahić 30' · Evans 66' · Smalling 77' · Nani 88' | Público: 29 412 Árbitro: NOR Svein Oddvar Moen |

| 27 de novembro de 2013 | Shakhtar Donetsk                                              | 4 – 0     | Real Sociedad | Donbas Arena, Donetsk                             |
| 20:45                  | Luiz Adriano 37' · Alex Teixeira 48' · Douglas Costa 68', 87' | Relatório |               | Público: 44 348 Árbitro: POR Olegário Benquerença |

| 10 de dezembro de 2013 | Manchester United | 1 – 0     | Shakhtar Donetsk | Old Trafford, Manchester                   |
| 20:45                  | Jones 67'         | Relatório |                  | Público: 75 000 Árbitro: SRB Milorad Mažić |

| 10 de dezembro de 2013 | Real Sociedad | 0 – 1     | Bayer Leverkusen | Estádio Anoeta, Donostia-San Sebastián        |
| 20:45                  |               | Relatório | Toprak 49'       | Público: 23 408 Árbitro: NOR Tom Harald Hagen |

### Grupo B
| Pos | Equipe      | Pts | J | V | E | D | GP | GC | SG  |                                  |  | RM  | GAL | JUV | FCK |
| --- | ----------- | --- | - | - | - | - | -- | -- | --- | -------------------------------- |  | --- | --- | --- | --- |
| 1   | Real Madrid | 16  | 6 | 5 | 1 | 0 | 20 | 5  | +15 | Classificado às oitavas de final |  | —   | 4–1 | 2–1 | 4–0 |
| 2   | Galatasaray | 7   | 6 | 2 | 1 | 3 | 8  | 14 | −6  | Classificado às oitavas de final |  | 1–6 | —   | 1–0 | 3–1 |
| 3   | Juventus    | 6   | 6 | 1 | 3 | 2 | 9  | 9  | 0   | Transferido para Liga Europa     |  | 2–2 | 2–2 | —   | 3–1 |
| 4   | København   | 4   | 6 | 1 | 1 | 4 | 4  | 13 | −9  | Eliminado                        |  | 0–2 | 1–0 | 1–1 | —   |

| 17 de setembro de 2013 | Galatasaray | 1 – 6     | Real Madrid                                           | Türk Telekom Arena, Istambul                  |
| 20:45                  | Bulut 86'   | Relatório | Isco 33' · Benzema 54', 81' · Ronaldo 63', 66', 90+1' | Público: 47 669 Árbitro: ENG Mark Clattenburg |

| 17 de setembro de 2013 | København     | 1 – 1     | Juventus         | Estádio Parken, Copenhague              |
| 20:45                  | Jörgensen 14' | Relatório | Quagliarella 54' | Público: 36 524 Árbitro: CRO Ivan Bebek |

| 2 de outubro de 2013 | Juventus                           | 2 – 2     | Galatasaray            | Juventus Stadium, Turim                    |
| 20:45                | Vidal 78' (pen) · Quagliarella 87' | Relatório | Drogba 36' · Bulut 88' | Público: 33 466 Árbitro: HUN Viktor Kassai |

| 2 de outubro de 2013 | Real Madrid                            | 4 – 0     | København | Estádio Santiago Bernabéu, Madrid      |
| 20:45                | Ronaldo 21', 65' · di María 71', 90+1' | Relatório |           | Público: 69 347 Árbitro: SVN Matej Jug |

| 23 de outubro de 2013 | Real Madrid            | 2 – 1     | Juventus     | Estádio Santiago Bernabéu, Madrid         |
| 20:45                 | Ronaldo 4', 28' (pen.) | Relatório | Llorente 22' | Público: 77 856 Árbitro: GER Manuel Gräfe |

| 23 de outubro de 2013 | Galatasaray                                   | 3 – 1     | København     | Türk Telekom Arena, Istambul                    |
| 20:45                 | Felipe Melo 10' · Sneijder 38' · Drogba 45+1' | Relatório | Claudemir 88' | Público: 42 798 Árbitro: MKD Aleksandar Stavrev |

| 5 de novembro de 2013 | Juventus                       | 2 – 2     | Real Madrid            | Juventus Stadium, Turim                  |
| 20:45                 | Vidal 41' (pen) · Llorente 65' | Relatório | Ronaldo 52' · Bale 60' | Público: 40 696 Árbitro: ENG Howard Webb |

| 5 de novembro de 2013 | København  | 1 – 0     | Galatasaray | Estádio Parken, Copenhague                   |
| 20:45                 | Braaten 6' | Relatório |             | Público: 36 204 Árbitro: ENG Martin Atkinson |

| 27 de novembro de 2013 | Real Madrid                                      | 4 – 1     | Galatasaray | Estádio Santiago Bernabéu, Madrid           |
| 20:45                  | Bale 37' · Arbeloa 51' · di María 63' · Isco 81' | Relatório | Bulut 38'   | Público: 67 728 Árbitro: SCO William Collum |

| 27 de novembro de 2013 | Juventus                        | 3 – 1     | København    | Juventus Stadium, Turim                     |
| 20:45                  | Vidal 29' (pen), 60' (pen), 63' | Relatório | Mellberg 56' | Público: 39 506 Árbitro: SWE Jonas Eriksson |

| 10 de dezembro de 2013 | København | 0 – 2     | Real Madrid              | Estádio Parken, Copenhague               |
| 20:45                  |           | Relatório | Modrić 25' · Ronaldo 48' | Público: 37 241 Árbitro: GER Felix Brych |

| 11 de dezembro de 2013[a] | Galatasaray  | 1 – 0     | Juventus | Türk Telekom Arena, Istambul               |
| 14:00                     | Sneijder 85' | Relatório |          | Público: 37 375 Árbitro: POR Pedro Proença |

- A. ^ : A partida seria originalmente disputada no dia 10 de dezembro de 2013 porém a forte nevasca que atingiu Istambul fez a partida ser paralisada aos 31 minutos do primeiro tempo.[4] A nova partida foi disputada no dia seguinte.[5]

### Grupo C
| Pos | Equipe              | Pts | J | V | E | D | GP | GC | SG  |                                  |  | PSG | OLY | BEN | AND |
| --- | ------------------- | --- | - | - | - | - | -- | -- | --- | -------------------------------- |  | --- | --- | --- | --- |
| 1   | Paris Saint-Germain | 13  | 6 | 4 | 1 | 1 | 16 | 5  | +11 | Classificado às oitavas de final |  | —   | 2–1 | 3–0 | 1–1 |
| 2   | Olympiacos          | 10  | 6 | 3 | 1 | 2 | 10 | 8  | +2  | Classificado às oitavas de final |  | 1–4 | —   | 1–0 | 3–1 |
| 3   | Benfica             | 10  | 6 | 3 | 1 | 2 | 8  | 8  | 0   | Transferido para Liga Europa     |  | 2–1 | 1–1 | —   | 2–0 |
| 4   | Anderlecht          | 1   | 6 | 0 | 1 | 5 | 4  | 17 | −13 | Eliminado                        |  | 0–5 | 0–3 | 2–3 | —   |

| 17 de setembro de 2013 | Benfica                 | 2 – 0     | Anderlecht | Estádio da Luz, Lisboa                    |
| 20:45                  | Đuričić 4' · Luisão 30' | Relatório |            | Público: 29 393 Árbitro: GER Manuel Gräfe |

| 17 de setembro de 2013 | Olympiacos | 1 – 4     | Paris Saint-Germain                                 | Estádio Karaiskákis, Pireu               |
| 20:45                  | Weiss 25'  | Relatório | Cavani 19' · Thiago Motta 68', 73' · Marquinhos 86' | Público: 31 253 Árbitro: GER Felix Brych |

| 2 de outubro de 2013 | Paris Saint-Germain                  | 3 – 0     | Benfica | Estádio Parc des Princes, Paris             |
| 20:45                | Ibrahimović 5', 30' · Marquinhos 25' | Relatório |         | Público: 44 732 Árbitro: ITA Nicola Rizzoli |

| 2 de outubro de 2013 | Anderlecht | 0 – 3     | Olympiacos              | Constant Vanden Stock Stadium, Anderlecht     |
| 20:45                |            | Relatório | Mitroglou 17', 56', 72' | Público: 15 918 Árbitro: NOR Tom Harald Hagen |

| 23 de outubro de 2013 | Anderlecht | 0 – 5     | Paris Saint-Germain                         | Constant Vanden Stock Stadium, Anderlecht             |
| 20:45                 |            | Relatório | Ibrahimović 17', 22', 36', 62' · Cavani 51' | Público: 18 465 Árbitro: ESP David Fernández Borbalán |

| 23 de outubro de 2013 | Benfica     | 1 – 1     | Olympiacos    | Estádio da Luz, Lisboa                       |
| 20:45                 | Cardozo 83' | Relatório | Domínguez 29' | Público: 38 149 Árbitro: ESP Alberto Undiano |

| 5 de novembro de 2013 | Paris Saint-Germain | 1 – 1     | Anderlecht   | Estádio Parc des Princes, Paris               |
| 20:45                 | Ibrahimović 70'     | Relatório | de Zeeuw 68' | Público: 43 091 Árbitro: CRO Marijo Strahonja |

| 5 de novembro de 2013 | Olympiacos  | 1 – 0     | Benfica | Estádio Karaiskákis, Pireu                 |
| 20:45                 | Manolas 13' | Relatório |         | Público: 31 461 Árbitro: SVN Damir Skomina |

| 27 de novembro de 2013 | Anderlecht             | 2 – 3     | Benfica                              | Constant Vanden Stock Stadium, Anderlecht   |
| 20:45                  | Mbemba 18' · Bruno 77' | Relatório | Matić 34' · Mbemba 52' · Rodrigo 90' | Público: 16 780 Árbitro: ITA Daniele Orsato |

| 27 de novembro de 2013 | Paris Saint-Germain         | 2 – 1     | Olympiacos  | Estádio Parc des Princes, Paris            |
| 20:45                  | Ibrahimović 7' · Cavani 90' | Relatório | Manolas 81' | Público: 44 466 Árbitro: SCO Craig Thomson |

| 10 de dezembro de 2013 | Benfica                     | 2 – 1     | Paris Saint-Germain | Estádio da Luz, Lisboa                        |
| 20:45                  | Lima 45' (pen) · Gaitán 58' | Relatório | Cavani 37'          | Público: 30 089 Árbitro: ENG Mark Clattenburg |

| 10 de dezembro de 2013 | Olympiacos                               | 3 – 1     | Anderlecht   | Estádio Karaiskákis, Pireu                  |
| 20:45                  | Saviola 33', 58' · Domínguez 90+5' (pen) | Relatório | Kljestan 39' | Público: 31 444 Árbitro: GER Wolfgang Stark |

### Grupo D
| Pos | Equipe            | Pts | J | V | E | D | GP | GC | SG  |                                  |  | BAY | MC  | PLZ | CSK |
| --- | ----------------- | --- | - | - | - | - | -- | -- | --- | -------------------------------- |  | --- | --- | --- | --- |
| 1   | Bayern de Munique | 15  | 6 | 5 | 0 | 1 | 17 | 5  | +12 | Classificado às oitavas de final |  | —   | 2–3 | 5–0 | 3–0 |
| 2   | Manchester City   | 15  | 6 | 5 | 0 | 1 | 18 | 10 | +8  | Classificado às oitavas de final |  | 1–3 | —   | 4–2 | 5–2 |
| 3   | Viktoria Plzeň    | 3   | 6 | 1 | 0 | 5 | 6  | 17 | −11 | Transferido para Liga Europa     |  | 0–1 | 0–3 | —   | 2–1 |
| 4   | CSKA Moscou       | 3   | 6 | 1 | 0 | 5 | 8  | 17 | −9  | Eliminado                        |  | 1–3 | 1–2 | 3–2 | —   |

| 17 de setembro de 2013 | Bayern de Munique                     | 3 – 0     | CSKA Moscou | Allianz Arena, Munique                       |
| 20:45                  | Alaba 4' · Mandžukić 41' · Robben 68' | Relatório |             | Público: 68 000 Árbitro: ITA Gianluca Rocchi |

| 17 de setembro de 2013 | Viktoria Plzeň | 0 – 3     | Manchester City                    | Doosan Arena, Plzeň                            |
| 20:45                  |                | Relatório | Džeko 48' · Touré 53' · Agüero 58' | Público: 11 281 Árbitro: ITA Paolo Tagliavento |

| 2 de outubro de 2013 | CSKA Moscou                        | 3 – 2     | Viktoria Plzeň            | Estádio Petrovsky, São Petersburgo      |
| 18:00                | Tošić 19' · Honda 29' · Řezník 78' | Relatório | Rajtoral 4' · Bakoš 90+1' | Público: 6 000 Árbitro: NED Bas Nijhuis |

| 2 de outubro de 2013 | Manchester City | 1 – 3     | Bayern de Munique                   | City of Manchester Stadium, Manchester     |
| 20:45                | Negredo 80'     | Relatório | Ribéry 7' · Müller 56' · Robben 60' | Público: 45 201 Árbitro: NED Björn Kuipers |

| 23 de outubro de 2013 | CSKA Moscou | 1 – 2     | Manchester City | Arena Khimki, Khimki                        |
| 18:00                 | Tošić 32'   | Relatório | Agüero 34', 42' | Público: 14 000 Árbitro: ROU Ovidiu Haţegan |

| 23 de outubro de 2013 | Bayern de Munique                                                    | 5 – 0     | Viktoria Plzeň | Allianz Arena, Munique                  |
| 20:45                 | Ribéry 25' (pen), 60' · Alaba 37' · Schweinsteiger 64' · Götze 90+1' | Relatório |                | Público: 68 000 Árbitro: IRL Alan Kelly |

| 5 de novembro de 2013 | Manchester City                                | 5 – 2     | CSKA Moscou              | City of Manchester Stadium, Manchester               |
| 20:45                 | Agüero 3' (pen), 21' · Negredo 30', 51', 90+2' | Relatório | Doumbia 45+1', 71' (pen) | Público: 38 512 Árbitro: ESP Carlos Velasco Carballo |

| 5 de novembro de 2013 | Viktoria Plzeň | 0 – 1     | Bayern de Munique | Doosan Arena, Plzeň                              |
| 20:45                 |                | Relatório | Mandžukić 65'     | Público: 11 360 Árbitro: ESP Antonio Mateu Lahoz |

| 27 de novembro de 2013 | CSKA Moscou     | 1 – 3     | Bayern de Munique                         | Arena Khimki, Khimki                        |
| 18:00                  | Honda 62' (pen) | Relatório | Robben 17' · Götze 56' · Müller 65' (pen) | Público: 14 000 Árbitro: FRA Antony Gautier |

| 27 de novembro de 2013 | Manchester City                                        | 4 – 2     | Viktoria Plzeň        | City of Manchester Stadium, Manchester     |
| 20:45                  | Agüero 33' (pen) · Nasri 65' · Negredo 78' · Džeko 89' | Relatório | Hořava 43' · Tecl 69' | Público: 37 742 Árbitro: TUR Fırat Aydınus |

| 10 de dezembro de 2013 | Bayern de Munique     | 2 – 3     | Manchester City                                  | Allianz Arena, Munique                                |
| 20:45                  | Müller 5' · Götze 12' | Relatório | David Silva 28' · Kolarov 59' (pen) · Milner 62' | Público: 68 000 Árbitro: ESP David Fernández Borbalán |

| 10 de dezembro de 2013 | Viktoria Plzeň         | 2 – 1     | CSKA Moscou | Doosan Arena, Plzeň                        |
| 20:45                  | Kolář 76' · Wágner 90' | Relatório | Musa 65'    | Público: 11 205 Árbitro: SVN Damir Skomina |

### Grupo E
| Pos | Equipe           | Pts | J | V | E | D | GP | GC | SG |                                  |  | CHE | SCH | BAS | STE |
| --- | ---------------- | --- | - | - | - | - | -- | -- | -- | -------------------------------- |  | --- | --- | --- | --- |
| 1   | Chelsea          | 12  | 6 | 4 | 0 | 2 | 12 | 3  | +9 | Classificado às oitavas de final |  | —   | 3–0 | 1–2 | 1–0 |
| 2   | Schalke 04       | 10  | 6 | 3 | 1 | 2 | 6  | 6  | 0  | Classificado às oitavas de final |  | 0–3 | —   | 2–0 | 3–0 |
| 3   | Basel            | 8   | 6 | 2 | 2 | 2 | 5  | 6  | −1 | Transferido para Liga Europa     |  | 1–0 | 0–1 | —   | 1–1 |
| 4   | Steaua Bucareste | 3   | 6 | 0 | 3 | 3 | 2  | 10 | −8 | Eliminado                        |  | 0–4 | 0–0 | 1–1 | —   |

| 18 de setembro de 2013 | Schalke 04                             | 3 – 0     | Steaua Bucareste | Veltins-Arena, Gelsenkirchen              |
| 20:45                  | Uchida 67' · Boateng 78' · Draxler 85' | Relatório |                  | Público: 49 358 Árbitro: TUR Cüneyt Çakır |

| 18 de setembro de 2013 | Chelsea   | 1 – 2     | Basel                    | Stamford Bridge, Londres                    |
| 20:45                  | Oscar 45' | Relatório | Salah 71' · Streller 81' | Público: 40 358 Árbitro: ITA Daniele Orsato |

| 1 de outubro de 2013 | Basel | 0 – 1     | Schalke 04  | St. Jakob-Park, Basileia                     |
| 20:45                |       | Relatório | Draxler 54' | Público: 33 251 Árbitro: ESP Alberto Undiano |

| 1 de outubro de 2013 | Steaua Bucareste | 0 – 4     | Chelsea                                          | Arena Națională, Bucareste                           |
| 20:45                |                  | Relatório | Ramires 20', 55' · Georgievski 44' · Lampard 90' | Público: 36 713 Árbitro: ESP Carlos Velasco Carballo |

| 22 de outubro de 2013 | Steaua Bucareste | 1 – 1     | Basel    | Arena Națională, Bucareste             |
| 20:45                 | Leandro Tatu 88' | Relatório | Díaz 48' | Público: 23 899 Árbitro: SVN Matej Jug |

| 22 de outubro de 2013 | Schalke 04 | 0 – 3     | Chelsea                     | Veltins-Arena, Gelsenkirchen               |
| 20:45                 |            | Relatório | Torres 5', 68' · Hazard 87' | Público: 54 442 Árbitro: HUN Viktor Kassai |

| 6 de novembro de 2013 | Basel     | 1 – 1     | Steaua Bucareste | St. Jakob-Park, Basileia                          |
| 20:45                 | Sio 90+1' | Relatório | Piovaccari 17'   | Público: 30 704 Árbitro: POR Olegário Benquerença |

| 6 de novembro de 2013 | Chelsea                 | 3 – 0     | Schalke 04 | Stamford Bridge, Londres                       |
| 20:45                 | Eto'o 31', 54' · Ba 83' | Relatório |            | Público: 41 194 Árbitro: NOR Svein Oddvar Moen |

| 26 de novembro de 2013 | Steaua Bucareste | 0 – 0     | Schalke 04 | Arena Națională, Bucareste               |
| 20:45                  |                  | Relatório |            | Público: 50 633 Árbitro: NED Bas Nijhuis |

| 26 de novembro de 2013 | Basel     | 1 – 0     | Chelsea | St. Jakob-Park, Basileia                     |
| 20:45                  | Salah 87' | Relatório |         | Público: 35 208 Árbitro: FRA Stéphane Lannoy |

| 11 de dezembro de 2013 | Schalke 04              | 2 – 0     | Basel | Veltins-Arena, Gelsenkirchen                   |
| 20:45                  | Draxler 51' · Matip 57' | Relatório |       | Público: 52 093 Árbitro: ITA Paolo Tagliavento |

| 11 de dezembro de 2013 | Chelsea | 1 – 0     | Steaua Bucareste | Stamford Bridge, Londres                     |
| 20:45                  | Ba 10'  | Relatório |                  | Público: 41 181 Árbitro: ITA Gianluca Rocchi |

### Grupo F
| Pos | Equipe                 | Pts | J | V | E | D | GP | GC | SG |                                  |  | DOR | ARS | NAP | MAR |
| --- | ---------------------- | --- | - | - | - | - | -- | -- | -- | -------------------------------- |  | --- | --- | --- | --- |
| 1   | Borussia Dortmund      | 12  | 6 | 4 | 0 | 2 | 11 | 6  | +5 | Classificado às oitavas de final |  | —   | 0–1 | 3–1 | 3–0 |
| 2   | Arsenal                | 12  | 6 | 4 | 0 | 2 | 8  | 5  | +3 | Classificado às oitavas de final |  | 1–2 | —   | 2–0 | 2–0 |
| 3   | Napoli                 | 12  | 6 | 4 | 0 | 2 | 10 | 9  | +1 | Transferido para Liga Europa     |  | 2–1 | 2–0 | —   | 3–2 |
| 4   | Olympique de Marseille | 0   | 6 | 0 | 0 | 6 | 5  | 14 | −9 | Eliminado                        |  | 1–2 | 1–2 | 1–2 | —   |

| 18 de setembro de 2013 | Olympique de Marseille | 1 – 2     | Arsenal                  | Stade Vélodrome, Marselha                         |
| 20:45                  | Ayew 90+3' (pen)       | Relatório | Walcott 65' · Ramsey 84' | Público: 38 380 Árbitro: POR Olegário Benquerença |

| 18 de setembro de 2013 | Napoli                    | 2 – 1     | Borussia Dortmund | Estádio San Paolo, Nápoles                 |
| 20:45                  | Higuaín 29' · Insigne 67' | Relatório | Zúñiga 87'        | Público: 55 766 Árbitro: POR Pedro Proença |

| 1 de outubro de 2013 | Borussia Dortmund                     | 3 – 0     | Olympique de Marseille | Signal Iduna Park, Dortmund                           |
| 20:45                | Lewandowski 19', 80' (pen) · Reus 52' | Relatório |                        | Público: 65 829 Árbitro: ESP David Fernández Borbalán |

| 1 de outubro de 2013 | Arsenal              | 2 – 0     | Napoli | Emirates Stadium, Londres                  |
| 20:45                | Özil 8' · Giroud 15' | Relatório |        | Público: 59 536 Árbitro: SRB Milorad Mažić |

| 22 de outubro de 2013 | Arsenal    | 1 – 2     | Borussia Dortmund                | Emirates Stadium, Londres                   |
| 20:45                 | Giroud 41' | Relatório | Mkhitaryan 16' · Lewandowski 82' | Público: 60 011 Árbitro: SWE Jonas Eriksson |

| 22 de outubro de 2013 | Olympique de Marseille | 1 – 2     | Napoli                    | Stade Vélodrome, Marselha                 |
| 20:45                 | Ayew 86'               | Relatório | Callejón 42' · Zapata 67' | Público: 39 790 Árbitro: TUR Cüneyt Çakır |

| 6 de novembro de 2013 | Borussia Dortmund | 0 – 1     | Arsenal    | Signal Iduna Park, Dortmund                |
| 20:45                 |                   | Relatório | Ramsey 62' | Público: 65 829 Árbitro: NED Björn Kuipers |

| 6 de novembro de 2013 | Napoli                       | 3 – 2     | Olympique de Marseille | San Paolo, Nápoles                          |
| 20:45                 | İnler 22' · Higuaín 24', 75' | Relatório | Ayew 10' · Thauvin 64' | Público: 39 148 Árbitro: RUS Sergei Karasev |

| 26 de novembro de 2013 | Arsenal          | 2 – 0     | Olympique de Marseille | Emirates Stadium, Londres                        |
| 20:45                  | Wilshere 1', 65' | Relatório |                        | Público: 59 912 Árbitro: ESP Antonio Mateu Lahoz |

| 26 de novembro de 2013 | Borussia Dortmund                                    | 3 – 1     | Napoli      | Signal Iduna Park, Dortmund                          |
| 20:45                  | Reus 11' (pen) · Błaszczykowski 60' · Aubameyang 78' | Relatório | Insigne 71' | Público: 65 829 Árbitro: ESP Carlos Velasco Carballo |

| 11 de dezembro de 2013 | Olympique de Marseille | 1 – 2     | Borussia Dortmund               | Stade Vélodrome, Marselha                     |
| 20:45                  | Diawara 14'            | Relatório | Lewandowski 4' · Großkreutz 87' | Público: 36 655 Árbitro: CRO Marijo Strahonja |

| 11 de dezembro de 2013 | Napoli                       | 2 – 0     | Arsenal | San Paolo, Nápoles                         |
| 20:45                  | Higuaín 73' · Callejón 90+3' | Relatório |         | Público: 34 027 Árbitro: HUN Viktor Kassai |

### Grupo G
| Pos | Equipe             | Pts | J | V | E | D | GP | GC | SG  |                                  |  | ATL | ZEN | POR | AUS |
| --- | ------------------ | --- | - | - | - | - | -- | -- | --- | -------------------------------- |  | --- | --- | --- | --- |
| 1   | Atlético de Madrid | 16  | 6 | 5 | 1 | 0 | 15 | 3  | +12 | Classificado às oitavas de final |  | —   | 3–1 | 2–0 | 4–0 |
| 2   | Zenit              | 6   | 6 | 1 | 3 | 2 | 5  | 9  | −4  | Classificado às oitavas de final |  | 1–1 | —   | 1–1 | 0–0 |
| 3   | Porto              | 5   | 6 | 1 | 2 | 3 | 4  | 7  | −3  | Transferido para Liga Europa     |  | 1–2 | 0–1 | —   | 1–1 |
| 4   | Austria Viena      | 5   | 6 | 1 | 2 | 3 | 5  | 10 | −5  | Eliminado                        |  | 0–3 | 4–1 | 0–1 | —   |

| 18 de setembro de 2013 | Austria Viena | 0 – 1     | Porto              | Ernst-Happel-Stadion, Viena                |
| 20:45                  |               | Relatório | Lucho González 55' | Público: 37 500 Árbitro: SCO Craig Thomson |

| 18 de setembro de 2013 | Atlético de Madrid                          | 3 – 1     | Zenit    | Estádio Vicente Calderón, Madrid            |
| 20:45                  | Miranda 40' · Turan 64' · Léo Baptistão 80' | Relatório | Hulk 58' | Público: 33 855 Árbitro: SCO William Collum |

| 1 de outubro de 2013 | Zenit | 0 – 0     | Austria Viena | Estádio Petrovsky, São Petersburgo         |
| 18:00                |       | Relatório |               | Público: 18 785 Árbitro: GER Deniz Aytekin |

| 1 de outubro de 2013 | Porto        | 1 – 2     | Atlético de Madrid    | Estádio do Dragão, Porto                 |
| 20:45                | Martínez 16' | Relatório | Godín 58' · Turan 86' | Público: 33 989 Árbitro: ENG Howard Webb |

| 22 de outubro de 2013 | Porto | 0 – 1     | Zenit        | Estádio do Dragão, Porto                       |
| 20:45                 |       | Relatório | Kerjakov 85' | Público: 31 109 Árbitro: ITA Paolo Tagliavento |

| 22 de outubro de 2013 | Austria Viena | 0 – 3     | Atlético de Madrid                    | Ernst-Happel-Stadion, Viena                 |
| 20:45                 |               | Relatório | Raúl García 8' · Diego Costa 20', 53' | Público: 45 675 Árbitro: ITA Daniele Orsato |

| 6 de novembro de 2013 | Zenit    | 1 – 1     | Porto              | Estádio Petrovsky, São Petersburgo            |
| 18:00                 | Hulk 28' | Relatório | Lucho González 23' | Público: 17 786 Árbitro: NOR Tom Harald Hagen |

| 6 de novembro de 2013 | Atlético de Madrid                                                | 4 – 0     | Austria Viena | Estádio Vicente Calderón, Madrid        |
| 20:45                 | Miranda 11' · Raúl García 25' · Filipe Luís 45' · Diego Costa 82' | Relatório |               | Público: 29 841 Árbitro: HUN István Vad |

| 26 de novembro de 2013 | Zenit            | 1 – 1     | Atlético de Madrid | Estádio Petrovsky, São Petersburgo           |
| 18:00                  | Alderweireld 74' | Relatório | Adrián 53'         | Público: 17 885 Árbitro: ENG Martin Atkinson |

| 26 de novembro de 2013 | Porto        | 1 – 1     | Austria Viena | Estádio do Dragão, Porto                    |
| 20:45                  | Martínez 48' | Relatório | Kienast 11'   | Público: 24 809 Árbitro: ROU Ovidiu Haţegan |

| 11 de dezembro de 2013 | Austria Viena                              | 4 – 1     | Zenit        | Ernst-Happel-Stadion, Viena                     |
| 20:45                  | Hosiner 44', 51' · Jun 48' · Kienast 90+3' | Relatório | Kerjakov 35' | Público: 37 500 Árbitro: MKD Aleksandar Stavrev |

| 11 de dezembro de 2013 | Atlético de Madrid                | 2 – 0     | Porto | Estádio Vicente Calderón, Madrid           |
| 20:45                  | Raúl García 14' · Diego Costa 37' | Relatório |       | Público: 24 629 Árbitro: GER Deniz Aytekin |

### Grupo H
| Pos | Equipe    | Pts | J | V | E | D | GP | GC | SG  |                                  |  | BAR | MIL | AJA | CEL |
| --- | --------- | --- | - | - | - | - | -- | -- | --- | -------------------------------- |  | --- | --- | --- | --- |
| 1   | Barcelona | 13  | 6 | 4 | 1 | 1 | 16 | 5  | +11 | Classificado às oitavas de final |  | —   | 3–1 | 4–0 | 6–1 |
| 2   | Milan     | 9   | 6 | 2 | 3 | 1 | 8  | 5  | +3  | Classificado às oitavas de final |  | 1–1 | —   | 0–0 | 2–0 |
| 3   | Ajax      | 8   | 6 | 2 | 2 | 2 | 5  | 8  | −3  | Transferido para Liga Europa     |  | 2–1 | 1–1 | —   | 1–0 |
| 4   | Celtic    | 3   | 6 | 1 | 0 | 5 | 3  | 14 | −11 | Eliminado                        |  | 0–1 | 0–3 | 2–1 | —   |

| 18 de setembro de 2013 | Milan                       | 2 – 0     | Celtic | San Siro, Milão                             |
| 20:45                  | Izaguirre 82' · Muntari 86' | Relatório |        | Público: 54 623 Árbitro: GER Wolfgang Stark |

| 18 de setembro de 2013 | Barcelona                       | 4 – 0     | Ajax | Camp Nou, Barcelona                            |
| 20:45                  | Messi 22', 55', 75' · Piqué 69' | Relatório |      | Público: 79 412 Árbitro: NOR Svein Oddvar Moen |

| 1 de outubro de 2013 | Ajax        | 1 – 1     | Milan           | Amsterdam ArenA, Amsterdã                   |
| 20:45                | Denswil 90' | Relatório | Balotelli 90+3' | Público: 51 692 Árbitro: SWE Jonas Eriksson |

| 1 de outubro de 2013 | Celtic | 0 – 1     | Barcelona    | Celtic Park, Glasgow                         |
| 20:45                |        | Relatório | Fàbregas 75' | Público: 58 128 Árbitro: FRA Stéphane Lannoy |

| 22 de outubro de 2013 | Celtic                        | 2 – 1     | Ajax         | Celtic Park, Glasgow                    |
| 20:45                 | Forrest 45' (pen) · Kayal 54' | Relatório | Schöne 90+4' | Público: 58 719 Árbitro: CRO Ivan Bebek |

| 22 de outubro de 2013 | Milan      | 1 – 1     | Barcelona | San Siro, Milão                          |
| 20:45                 | Robinho 9' | Relatório | Messi 24' | Público: 74 487 Árbitro: GER Felix Brych |

| 6 de novembro de 2013 | Ajax       | 1 – 0     | Celtic | Amsterdam ArenA, Amsterdã                  |
| 20:45                 | Schöne 51' | Relatório |        | Público: 59 908 Árbitro: GER Deniz Aytekin |

| 6 de novembro de 2013 | Barcelona                           | 3 – 1     | Milan     | Camp Nou, Barcelona                        |
| 20:45                 | Messi 30' (pen), 83' · Busquets 40' | Relatório | Piqué 45' | Público: 80 517 Árbitro: SRB Milorad Mažić |

| 26 de novembro de 2013 | Celtic | 0 – 3     | Milan                                 | Celtic Park, Glasgow                      |
| 20:45                  |        | Relatório | Kaká 13' · Zapata 49' · Balotelli 60' | Público: 58 619 Árbitro: TUR Cüneyt Çakır |

| 26 de novembro de 2013 | Ajax                    | 2 – 1     | Barcelona      | Amsterdam ArenA, Amsterdã                   |
| 20:45                  | Serero 19' · Hoesen 42' | Relatório | Xavi 49' (pen) | Público: 53 000 Árbitro: CZE Pavel Královec |

| 11 de dezembro de 2013 | Milan | 0 – 0     | Ajax | San Siro, Milão                          |
| 20:45                  |       | Relatório |      | Público: 61 744 Árbitro: ENG Howard Webb |

| 11 de dezembro de 2013 | Barcelona                                               | 6 – 1     | Celtic      | Camp Nou, Barcelona                         |
| 20:45                  | Piqué 7' · Pedro 39' · Neymar 44', 48', 58' · Tello 72' | Relatório | Samaras 88' | Público: 54 342 Árbitro: RUS Sergei Karasev |